# 間インターチェンジ

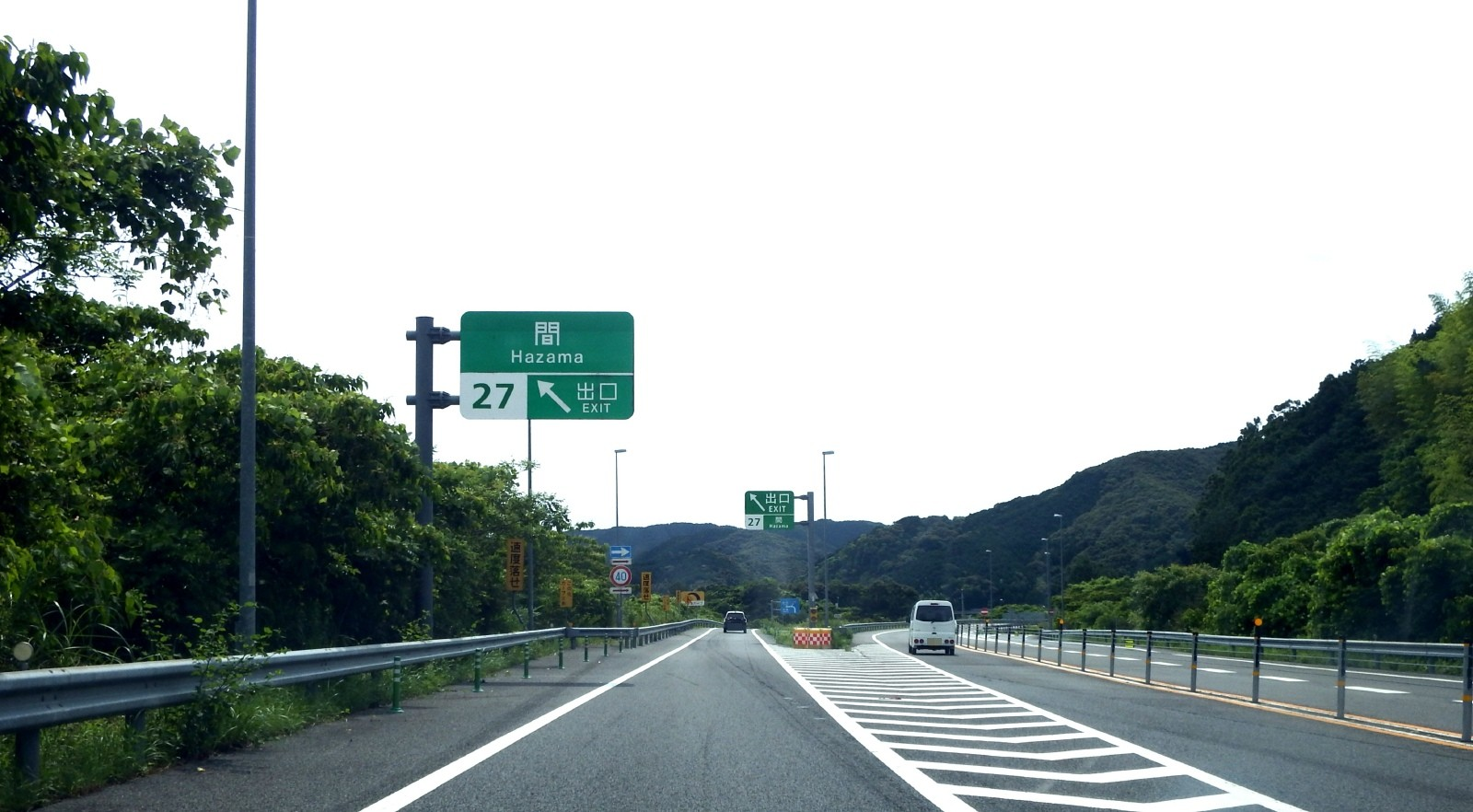
上り線　出口

間インターチェンジ（はざまインターチェンジ）は、高知県四万十市江ノ村にある中村宿毛道路のインターチェンジである。
このインターチェンジは、宿毛方向・高知方向両方に出入り可能なインターチェンジである。高知方面からの出口には一時停止があるため注意が必要である。

## 歴史
- 2002年（平成14年）9月13日 : 間IC - 平田IC間開通に伴い、供用開始[1]。
- 2009年（平成21年）3月20日 : 四万十IC - 間IC間開通[1]。

## 接続する道路
- 間接接続
  - 国道56号
  - 高知県道344号宗呂中村線

## 周辺
- 土佐くろしお鉄道宿毛線国見駅
- 四万十市立東中筋小学校
- 四万十市立東中筋中学校
- 日本郵便東中筋郵便局
- 東中筋保育園

## 隣
E56 中村宿毛道路
四万十IC - 間IC - 平田IC